# گولیف‌ایر
گولیف‌ایر (بلغاری: Гъливер) شرکت هواپیمایی بلغاری است، که در سال ۲۰۱۶ تأسیس شد.